# Evangelický kostel (Horní Čermná)
Kostel v Horní Čermné je dominantou obce Horní Čermná na Orlickoústecku. Kostel využívá místní sbor Českobratrské církve evangelické.
První církevní stavba na tomto místě byla postavena roku 1788, přičemž její parametry zhruba odpovídaly stávající podobě, jen byla stavba podstatně menší. V roce 1838 byl na místě postaven zděný kostel stávajících parametrů. Věž ke kostelu nebylo původně možné přistavět (nekatolické kostely nesměly mít věž), byla postavena až v roce 1884. Dalších větších úprav se kostel dočkal v roce 1968 (oprava fasády), 1981 (výmalba), 1984 (střecha věže pokryta plechem), 2006 (další výmalba) nebo 2016 (pokrytí apsidy plechem). 
Svoji historii mají i kostelní zvony. Poprvé byly pořízeny tři zvony v roce 1885. V roce 1916 byly dva z nich zabaveny pro válečné účely. Doplnění proběhlo v roce 1942, nicméně roku 1942 došlo opět k zabavení dvou zvonů pro válečné účely. V roce 1970 byl k samostatnému zvonu namontován elektropohon. Rok 2001 znamenal opětovné doplnění zvonů, v současnosti tedy opět v kostele slouží tři zvony. 
Sbor Českobratrské církve evangelické v Horní Čermné byl založen 15.5.1782. Do roku 2016 působilo ve sboru v Horní Čermné 19 kazatelů a jedna kazatelka. 

## Galerie

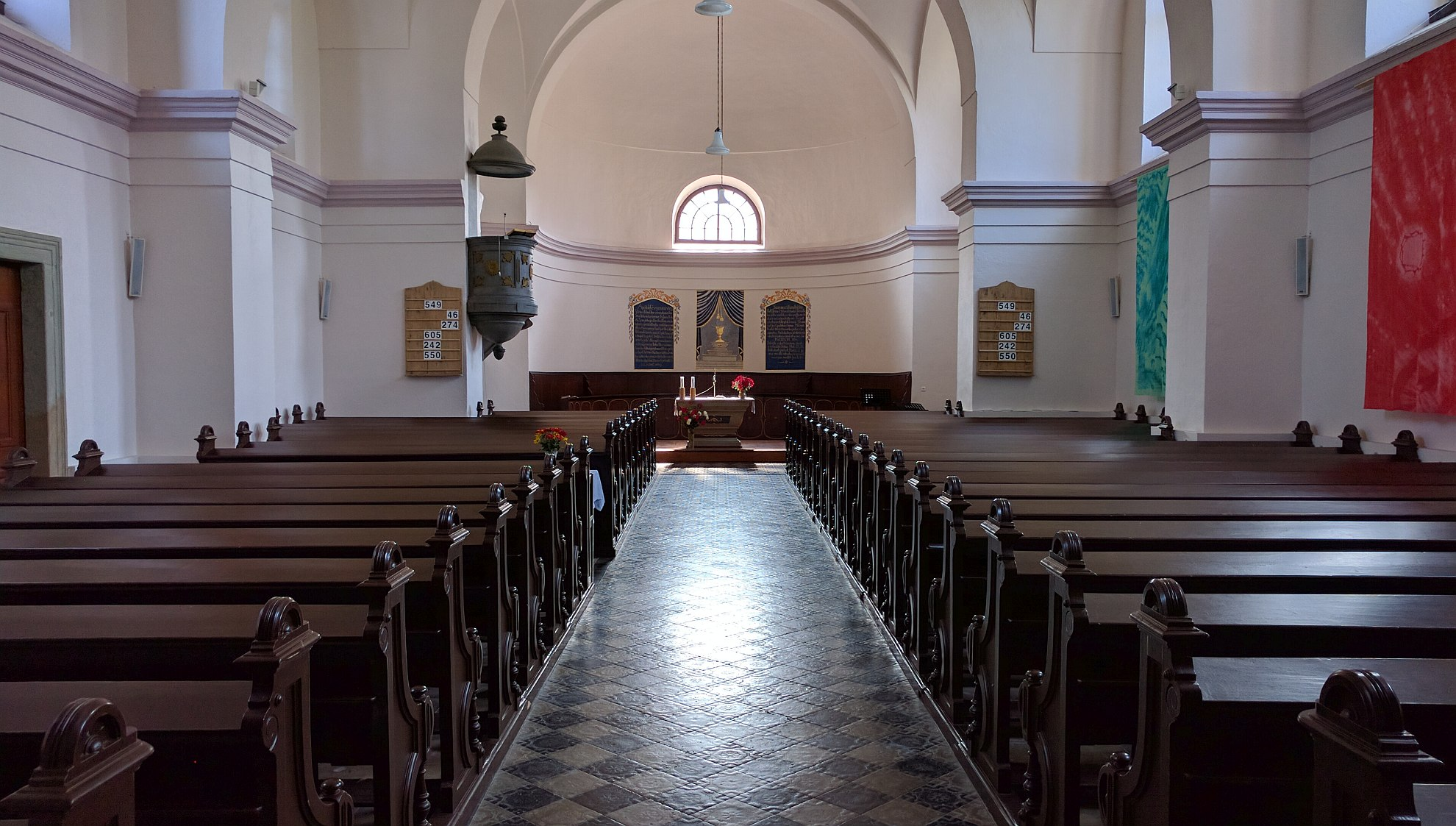
Interiér kostela - přední část
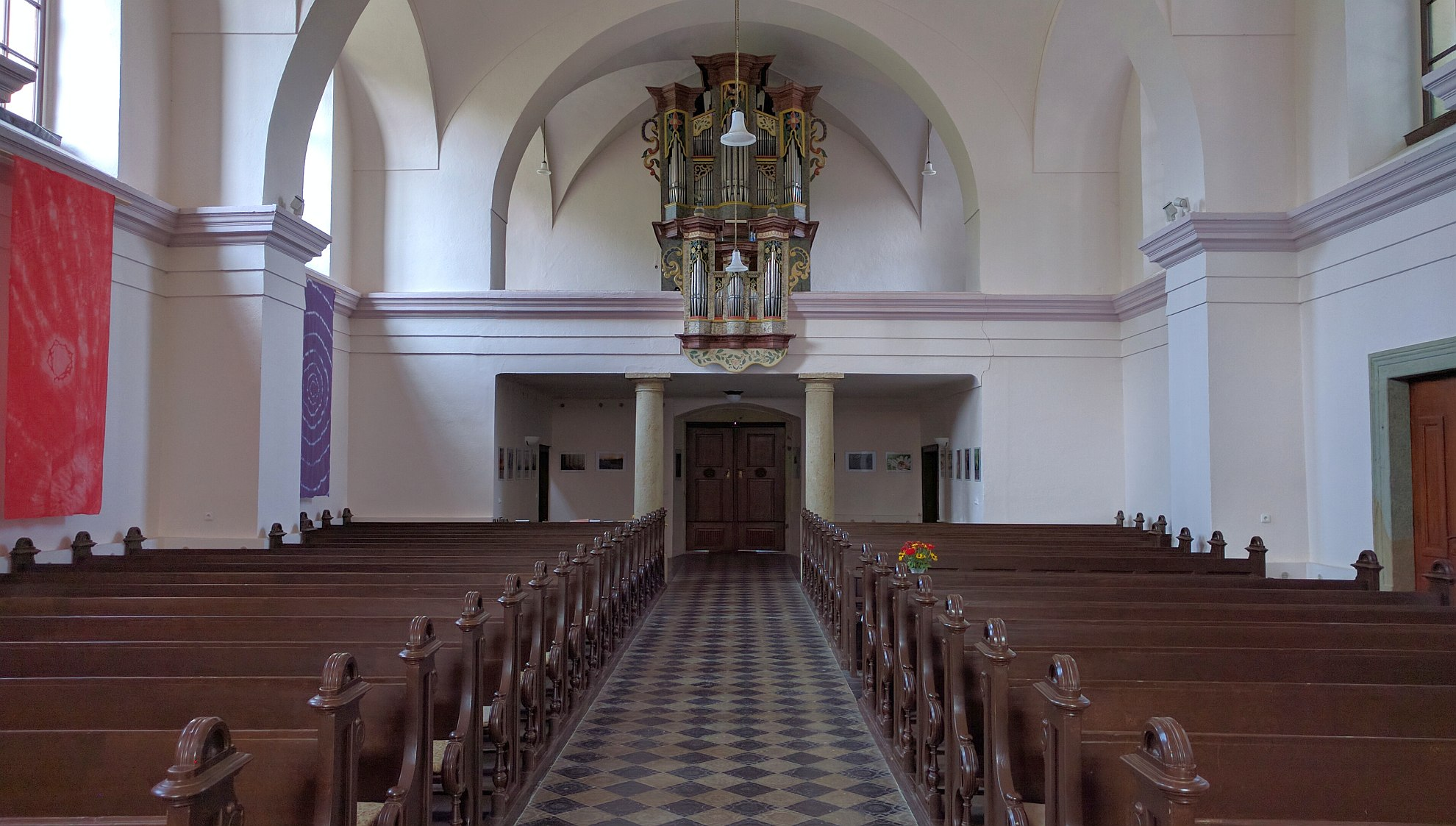
Interiér kostela - zadní část
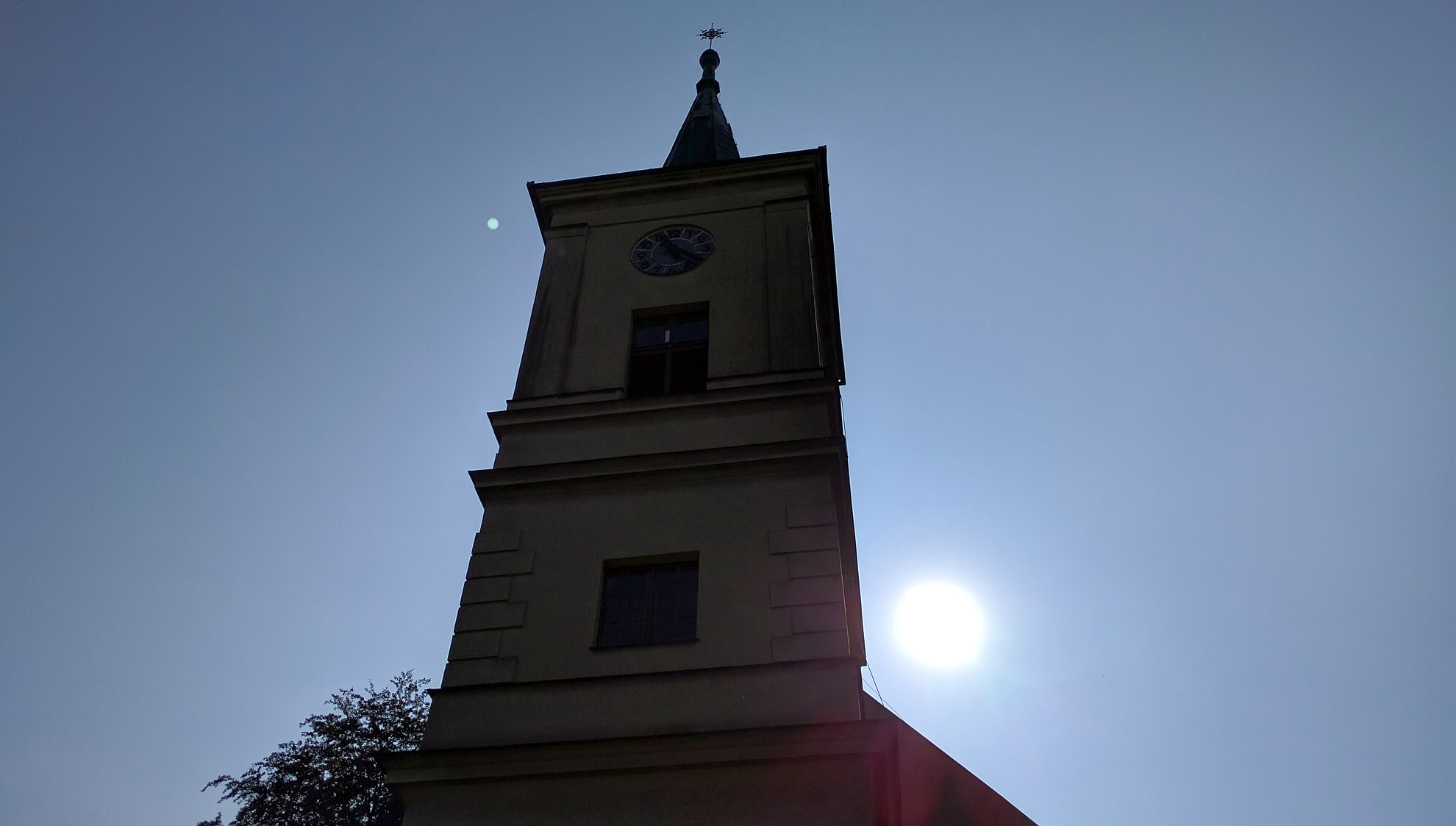
Venkovní pohled na průčelí kostela se sluncem
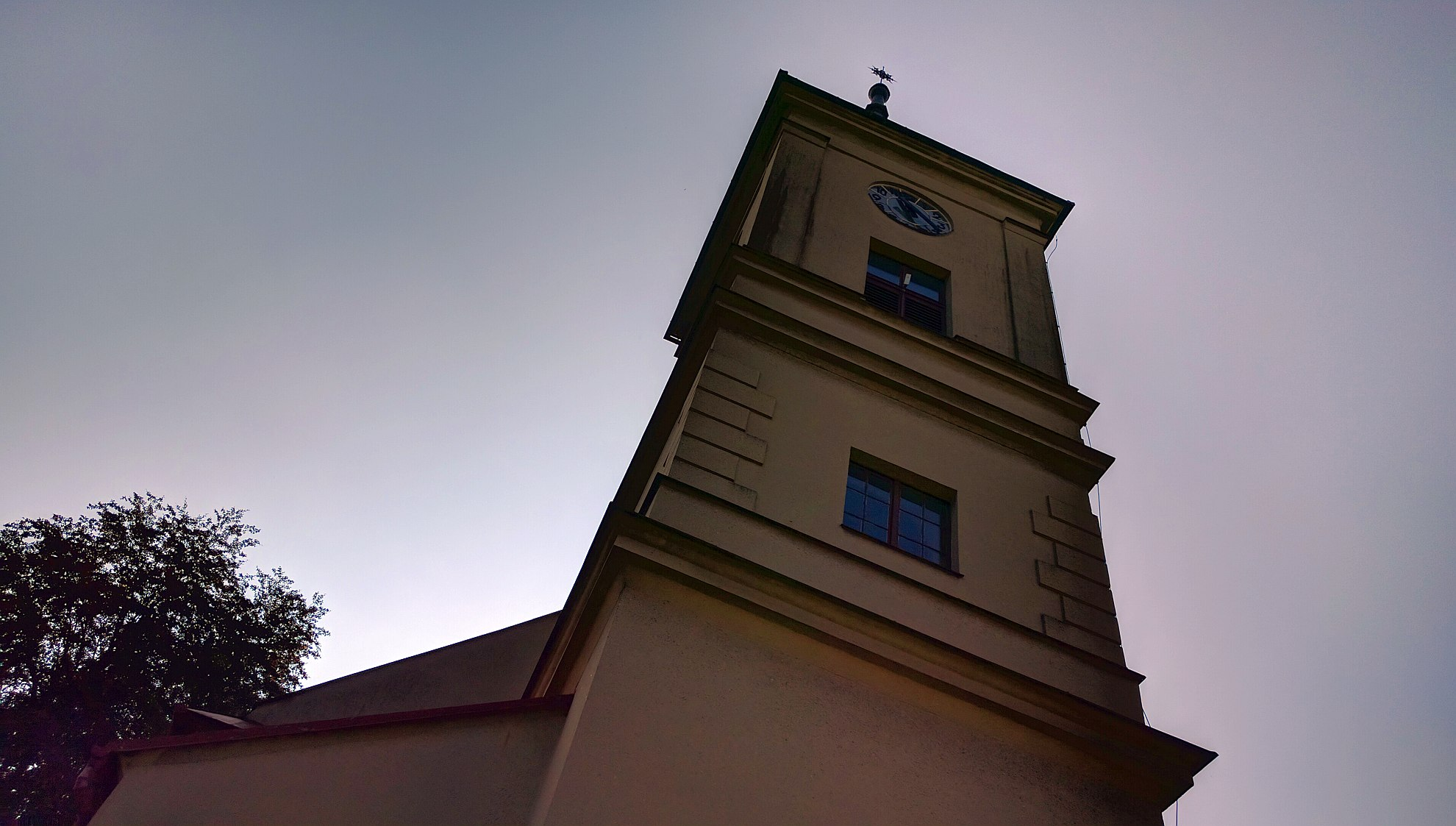
Venkovní pohled na průčelí kostela
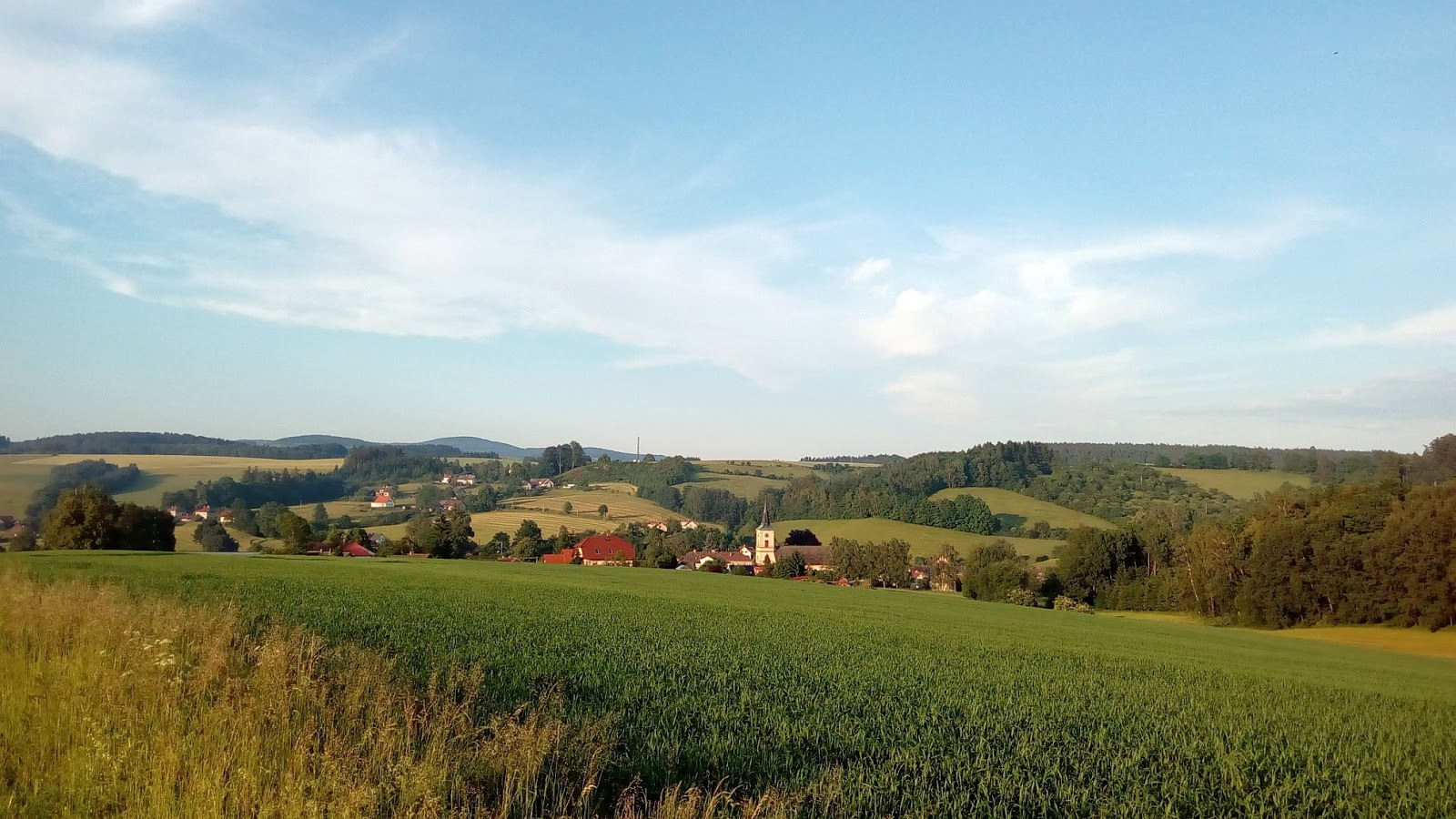
Pohled na obec a kostel z Mariánské hory
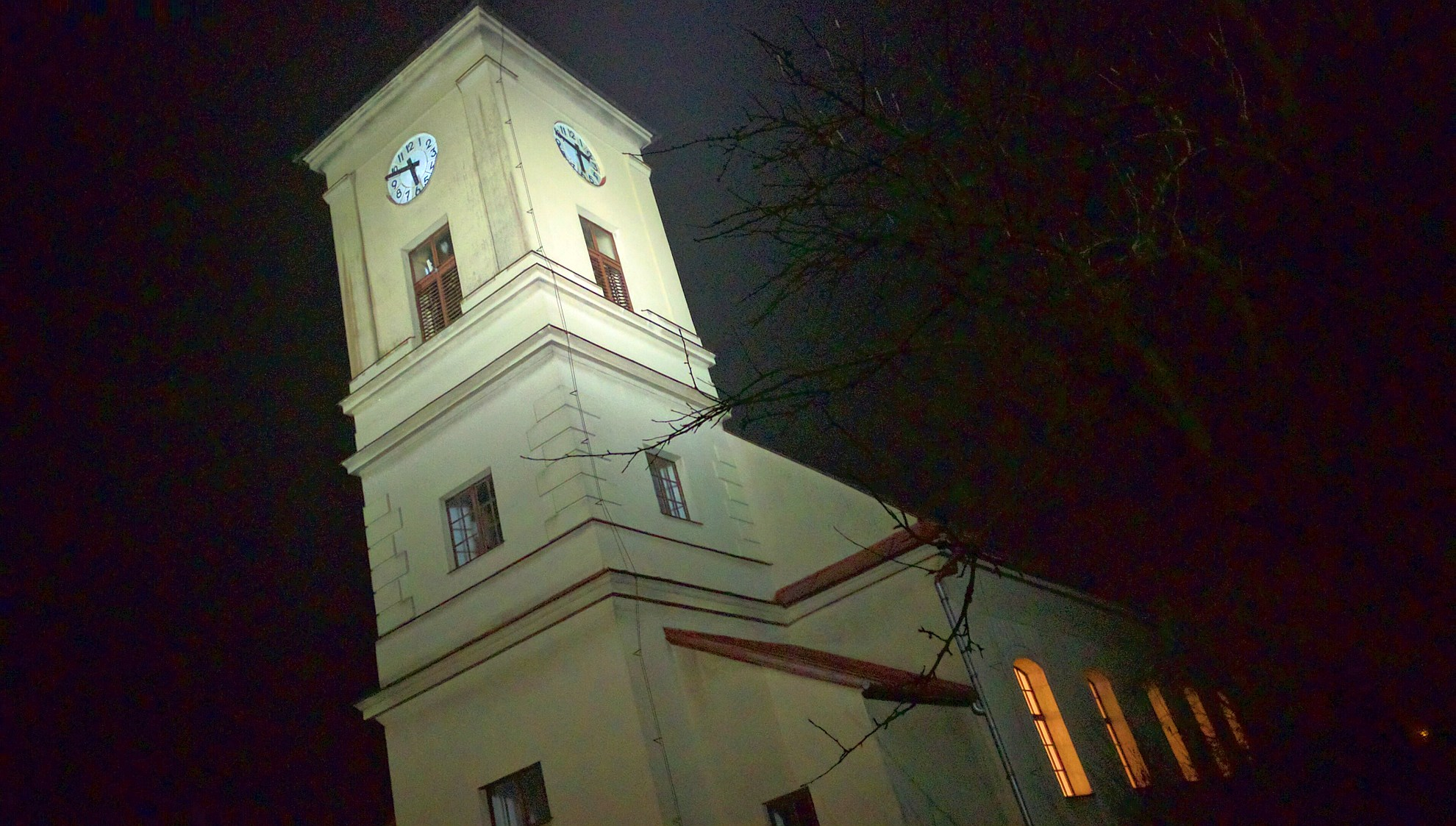
Horní Čermná church at night, November 2016
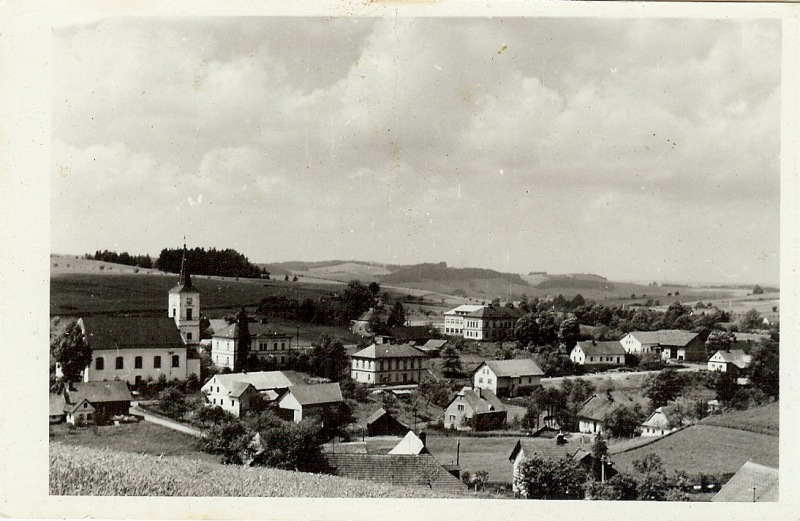
Pohled na kostel někdy v 50.–60. letech 20. století